# Videójáték-rendező
A videójáték-rendező (angolul video game director) a játék művészi és kreatív irányításáért, valamint a fejlesztés stratégiai vezetéséért felelős szakember. Felügyelete alatt áll a játék vizuális stílusa, narratív struktúrája és gameplay-élménye.

## Történet
A cím a filmiparban használatos director elnevezésből származik, és az 1990-es években terjedt el a videojáték-ágazat AAA címeknél, ahol több száz fős csapatok koordinálása vált szükségessé. Az első azonosított videojáték-rendezők közé tartoznak olyan alkotók, mint Shigeru Miyamoto, akik már a korai Nintendo-éra alatt is átfogó kreatív döntéseket hoztak.

## Feladatkör
- Koncepcióalkotás és vízió: átfogó kreatív irányvonal és művészi stílus megfogalmazása
- Fejlesztési mérföldkövek felügyelete: kulcsmérföldkövek (milestones) tervezése, jóváhagyása és nyomon követése
- Kreatív döntéshozatal: játékmechanikai, narratív vagy vizuális kérdések eldöntése
- Csapatkoordináció: tervezők, művészek, programozók és producerek együttműködésének összehangolása
- Minőségbiztosítás: gameplay-tesztek értékelése, visszajelzések integrálása a fejlesztésbe
- Kiadói kapcsolattartás: prezentációk, demók és PR-materiálok irányítása

## Szükséges képzettség és karrierút
A pozíció betöltéséhez általában előnyt jelent:
- Többéves tapasztalat vezető tervezői vagy producerei szerepkörben
- Kiemelkedő projekt- és csapatmenedzsment-készség
- Erős kommunikációs és tárgyalási képességek
- Stratégiai és konfliktuskezelő készségek

A karrier tipikusan az alábbi lépésekből áll:
1. Lead Designer vagy Senior Producer – nagyobb felelősség tervezési vagy szervezési oldalon

1. Creative Director – kreatív vízió kialakítása, több projekt felügyelete

1. Game Director – teljes fejlesztési folyamat stratégiai és művészi vezetése egy címen

1. Executive Creative / Studio Director – több stúdió kreatív irányítása, hosszú távú portfólió-stratégia

## Kiemelkedő képviselők
- Fumito Ueda– Team ICO, Sony Interactive Entertainment (Ico, Shadow of the Colossus, The Last Guardian)
- Cory Barlog – Santa Monica Studio (God of War (2018), God of War Ragnarök)
- Neil Druckmann – Naughty Dog (The Last of Us, The Last of Us Part II)
- Amy Hennig – Naughty Dog / Skydance Interactive (Legacy of Kain, Uncharted-sorozat)